# جفری گلداستون
 جفری گلداستون (انگلیسی: Jeffrey Goldstone؛ زاده ۳ سپتامبر ۱۹۳۳) یک فیزیک‌دان اهل بریتانیا است.